# Derby

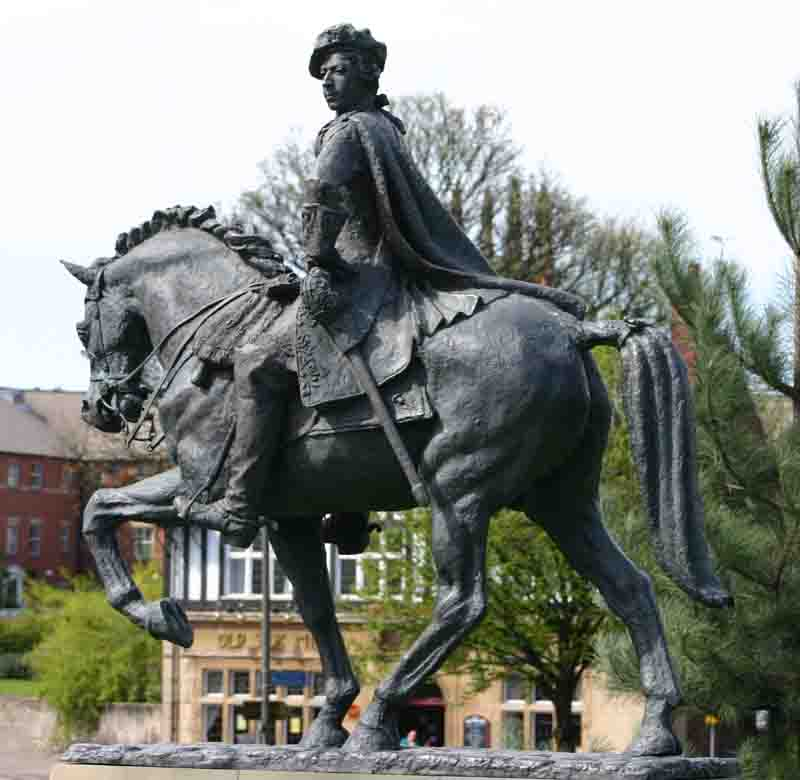
W Derby znajduje się jedyny konny pomnik Karola Edwarda Stuarta

Derby (wym. [ˈdɑːbi]) – miasto i dystrykt (unitary authority) w środkowej Anglii (Wielka Brytania), w hrabstwie ceremonialnym Derbyshire, nad rzeką Derwent (dopływ Trentu).
Miasto założone zostało ok. 2000 lat temu. Jest obecnie podzielone na 17 okręgów. Derby to miasto typowo przemysłowe. Było ośrodkiem angielskiej rewolucji przemysłowej w XVIII w. Znajduje się tam drugoligowy klub piłkarski Derby County.
Derby zostało wspomniane w Domesday Book (1086) jako Derby. W mieście znajduje się stacja kolejowa Derby Midland, kolejowy ośrodek badawczy oraz Derby Museum and Art Gallery, założone w XIX wieku.
W pobliżu miasta znajduje się posiadłość Kedleston Hall.

## Miasta partnerskie
- Osnabrück
- Kapurthala
- Malayer